# О’Нейл, Хуан
Хуан О’Нейл (англ. Juan O'Neylle; 1765 — 24 февраля 1809) — испанский фельдмаршал испано-ирландского происхождения. Наиболее известен как один из командиров в битве при Туделе, закончившейся поражением Испании.

## Военная карьера

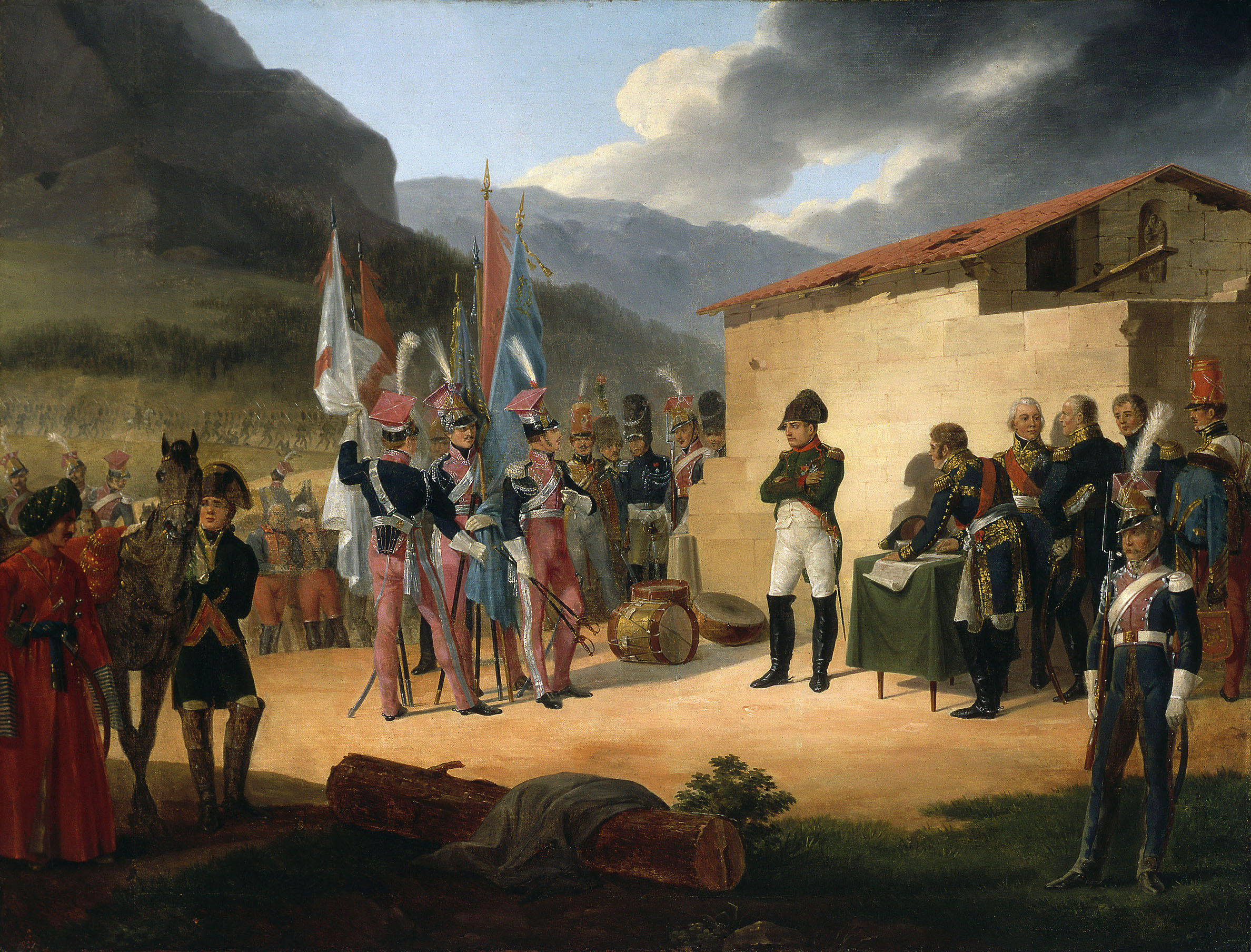
Испанское поражение при Туделе

Когда его отец умер в 1792 году, О’Нейл был командиром батальона 3-го пехотного полка Princesa. Впервые участвовал в сражении в Руссильоне и Каталонии в мае 1808 года, где он отличился и был зачислен в штаб Хосе Ребольедо де Палафокс-и-Мельчи. О’Нейл подошёл со своими войсками из Валенсии в Арагон, где сыграл важную роль в снятии французской осады и изгнании сил Франсуа Жозефа Лефевра, который был вынужден уйти в Наварру. Палафокс поручил О’Нейлу вместе со своим братом, Луисом, оказать давление на отступающего Лефевра. Это смелое нападение вынудило оккупационные французские войска покинуть Туделу, и О’Нейл лично командовал уничтожением французской колонны в районе Нардуэса. 23 ноября 1808 года испанская армия Андалусии перегруппировалась и приготовилась дать бой под командованием Франсиско Хавьера Кастаньоса, 1-го герцога Байлена; Палафокс был его заместителем. Это сражение стало известно как битва при Туделе. Французские войска под командованием Жана Ланна разгромили испанскую армию, которая была вынуждена отступить в Сарагосу.
Несмотря на поражение испанцев в Туделе, О’Нейл был повышен Палафоксом до звания подполковника. Он был заместителем Палафокса во время успешной обороны испанцев в первой осаде Сарагосы.
21 декабря 1808 года О’Нейл сражался в битве при Аррабале, в которой испанские войска из Мурсии и Валенсии успешно отразили неоднократные атаки дивизии под командованием Оноре Газана, заставив их отступить. Он также участвовал в преследовании отступающих французских войск 25-го числа того же месяца. Французы построили понтонный мост от Альмозары до противоположного берега Эбро, чтобы облегчить связь между лагерем Газана и оставшимися французскими силами. О’Нейл атаковал укреплённую французскую позицию с отрядом в 4 тыс. человек и смог успешно оттеснить их. Однако ему не удалось удержать понтонный мост, что сделало всю операцию бесполезной.

## Смерть и наследие
В конце января 1809 года О’Нейл тяжело заболел брюшным тифом, но, видимо, смог выздороветь. Согласно биографии, написанной бригадным генералом М. Саласом, последующие известия о капитуляции Испании перед французскими войсками в том же году привели его к смерти от «разбитого сердца». Некоторые источники утверждают, что он умер от брюшного тифа.
Хуан О’Нейл умер 24 февраля 1809 года. Он был похоронен в Кафедральном соборе Нуэстра-Сеньора-дель-Пилар-де-Сарагоса.